# Petrus Martelaar van Anghiera

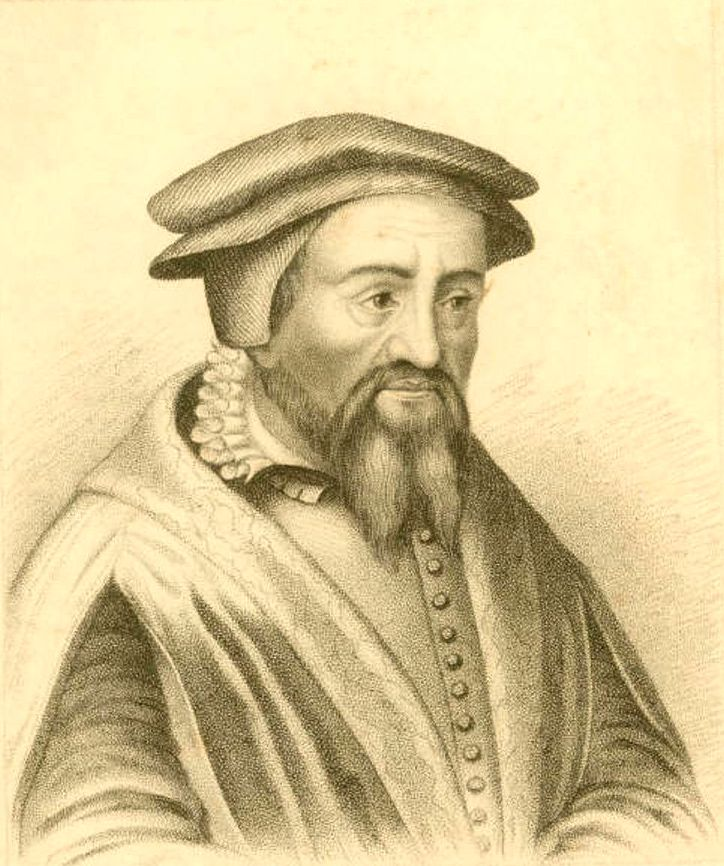
Petrus Martelaar van Anghiera.

Petrus Martelaar van Anghiera (Italiaans: Pietro Martire) d'Anghiera, Pietro Martire d'Anghera of Pietro d'Anghera, Latijn: Petrus Martelaar Anglerius (Arona, 2 februari 1457) geboren aan het zuidelijke Lago Maggiore – overleden † Granada, 1 februari 1526) was een Italiaanse monnik, prior van de Kathedraal van Granada en historicus, geograaf en vriend en chroniqueur van Christoffel Columbus. Hij publiceerde het eerste verslag van de ontdekking van Amerika, met een beschrijving van de gebruiken van de inwoners die daar werden aangetroffen, evenals de flora en fauna zoals hij ze had overgenomen uit de verslagen van de ontdekkingsreizigers die daar terugkeerden. In Europa was hij ook de eerste die verslag deed van het pijlgif curare. Zijn beeltenis staat op het werk: De Madonna van de katholieke vorsten van Fernando Gallegos.

## Levensloop
Pietro, gedoopt met de naam Petrus Martelaar, kwam uit de familie van de markgraven van Anghiera, het huidige Angera in het noordwesten van Italië. Na een paar jaar aan het hertogelijk hof van Milaan te hebben doorgebracht en vanaf zijn 20e onderwijs, patronage en de vriendschap van kardinaal Ascanio Sforza in Rome te hebben verworven, daar te hebben gewerkt als secretaris van de Romeinse gouverneur Francisco Negro en bekend te zijn geworden om zijn eruditie, ging hij in 1487 naar het Spaanse hof, waar hij al snel de gunst van Ferdinand en Isabella als geleerde won.
In 1492 werd hij tot priester gewijd en werd kanunnik in de kathedraal van Granada, en kort daarna werd hij door kardinaal Pedro González de Mendoza aan het hof van Isabella belast met het beheer van de hofschool voor de jonge grootheden en benoemd tot koninklijk kapelaan.
Zijn eerste diplomatieke missie bracht hem in 1497 naar Rome. In 1501 reisde hij als Spaanse ambassadeur via Venetië naar Alexandrië naar het hof van de sultan van Egypte, waar hij ook Caïro bezocht. Daarna werd hij prior van het kathedraalkapittel in Granada, pauselijk protonotaris en lid van de Raad van Indië. In 1520 werd Petrus Martyr ook benoemd tot historiograaf van Karel V. In 1524 werd hij bisschop-kandidaat van Jamaica als abt van Santiago, Jamaica. Hij stierf eind 1526 in Granada, waar het Spaanse hof in juni van datzelfde jaar naartoe was verhuisd.

### Anghiera en de Nieuwe Wereld

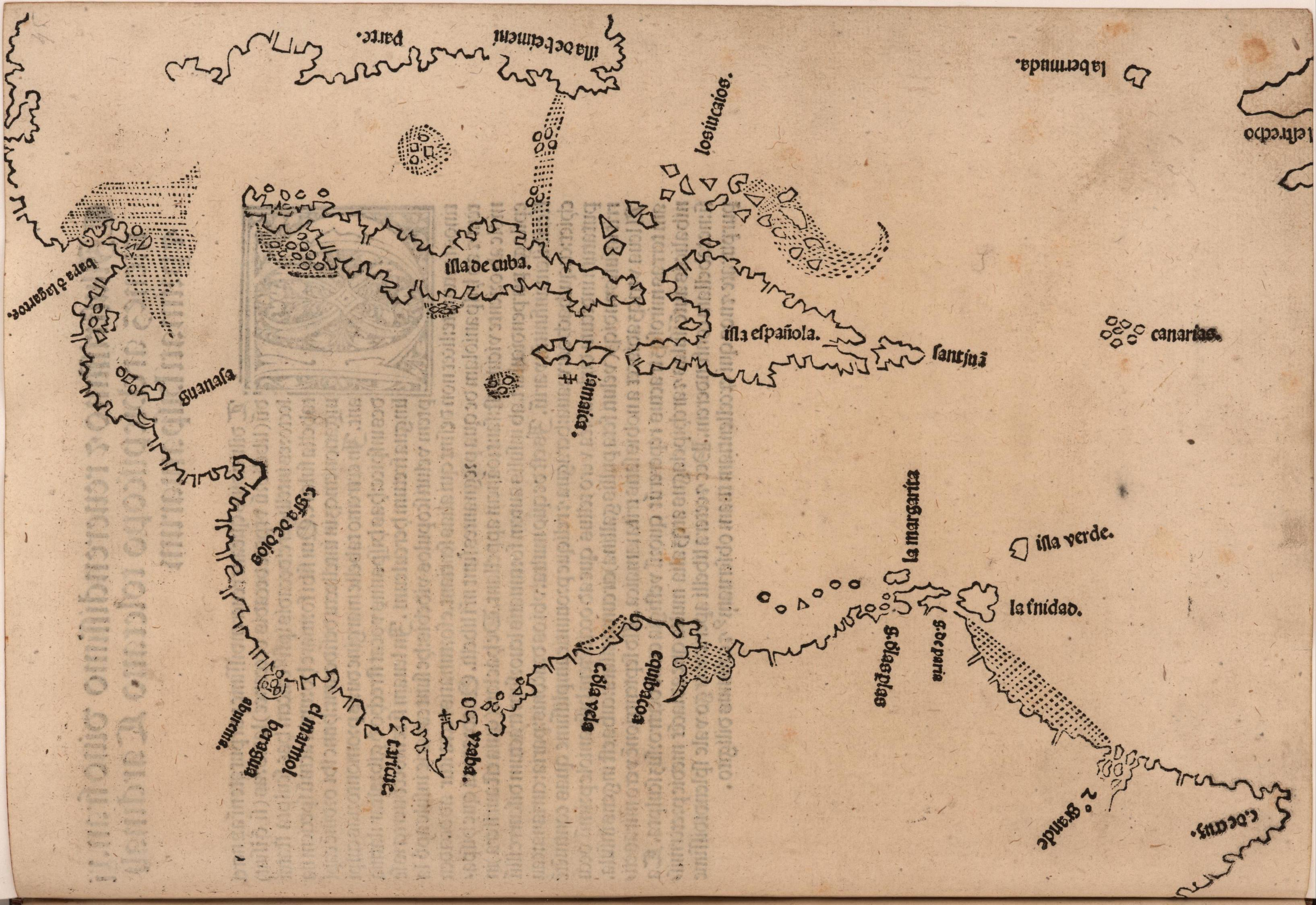
Eerste gedrukte kaart met afbeeldingen van Amerika, gepubliceerd in P. Martyris Angli Mediolanensis Opera : Legatio Babylonica ; Occeani decas ; Gedicht; Epigrammata (1511).

Hij schreef "De Orbe Novo Decades" (Decennia van de Nieuwe Wereld), zijn belangrijkste bijdrage aan de Spaanse en Amerikaanse geschiedschrijving. De Decennia van de Nieuwe Wereld is een epistolair werk geschreven over meer dan 30 jaar, tussen 1494 en 1525. De tekst wordt Decennia genoemd omdat hij is verdeeld in decennia, in navolging van historische werken uit het oude Rome. Het hele werk bestaat uit 8 decennia en is elk verdeeld in 10 hoofdstukken.
Elk decennium is gewijd aan belangrijke figuren uit die tijd met wie Martelaar een relatie had, zoals pausen, kardinalen en sommige aristocraten. Het werk van Peter Martelaar is geschreven op basis van de informatie die hij verkreeg uit interviews met zeevaarders en conquistadores. Voor het vierde en vijfde decennium, die verwijzen naar de verovering van Mexico, nam hij als referentie de verwantschapsbrieven van Hernán Cortés. De inspiratie voor de creatie van dit boek gaat terug tot "de terugkeer van Christoffel Columbus van zijn eerste oceaanreis, wanneer Pedro Mártir het eerste teken geeft van de belangstelling die is gewekt voor de grote onderneming.
Peter Martelaar schrijft in zijn "Decades de Orbe Novo" over een mogelijke helende waterbron in de nieuwe wereld liggend op een eiland "Boinca" of "Aganeo" dat zich in de omgeving van de Golf van Honduras zou bevinden. Enkele jaren later zou Juan Ponce de León op zoek zijn gegaan naar deze bron, Martelaar was wel sceptisch over het bestaan van deze waterstroom.

## Werken
- De Orbe Novo Decades is een uitgebreide beschrijving van de ontdekking van Amerika door de Spanjaarden. Het eerste decennium werd in 1511 in Sevilla gedrukt zonder toestemming van Petrus de Martelaar, terwijl de eerste geautoriseerde versie (De Rebus Oceanicis et Novo Orbe) pas in 1516 in Alcalá werd gepubliceerd. Een vroege Italiaanse vertaling van de eerste drie decennia werd al in 1504 gepubliceerd onder de titel Libretto de tutta la navigatione de Re de Spagna de le Isole et terreni novamente trovati door Albertino da Lessona in Venetië, en het werd ook opgenomen in de bloemlezing Paesi novamente retrovati (Vicenza, 1507) onder redactie van Fracanzano da Montalboddo. De vertaling gaat terug naar Angelo Trevisan, de secretaris van de Venetiaanse ambassadeur aan het Spaanse hof.
- Opus epistolarum (Alcalá 1530, Amsterdam 1670) levert de meest waardevolle materialen voor de hedendaagse romaanse geschiedenis van de jaren 1488-1525.
- De legatione babylonica libri III (1516) verbeeldt de avonturen van de martelaar in Egypte.